# برايس جونسون (كرة سلة)
برايس جونسون (بالإنجليزية: Brice Johnson)‏ مواليد 27 يونيو 1994 في أورانجبورغ، هو لاعب كرة سلة أمريكي. بدأ مسيرته الاحترافية في سنة 2016. تم اختياره من قبل فريق لوس أنجلوس كليبرز خلال الدرافت. يلعب مع لوس أنجلوس كليبرز في الرابطة الوطنية لكرة السلة. يحمل الرقم 10. يبلغ طوله 6 قدم 11 بوصة (2.1 م).

## إحصائيات المسيرة

### الموسم الاعتيادي
| السنة   | الفريق            | لعب | بدأ | دقيقة | ميداني% | ثلاثية | حرة  | ارتداد | صنع | استلاب | تصدي | نقطة |
| ------- | ----------------- | --- | --- | ----- | ------- | ------ | ---- | ------ | --- | ------ | ---- | ---- |
| 2016–17 | لوس أنجلوس كليبرز | 3   | 0   | 3.1   | .286    | .000   | .000 | 1.0    | .3  | .7     | .3   | 1.3  |
| المسيرة | المسيرة           | 3   | 0   | 3.1   | .286    | .000   | .000 | 1.0    | .3  | .7     | .3   | 1.3  |

## روابط خارجية
- برايس جونسون على موقع إن بي أي (الإنجليزية)
- برايس جونسون على موقع سبورتس رفرنس (الإنجليزية)
- برايس جونسون على موقع كرة السلة الأوروبية.كوم (الإنجليزية)
- برايس جونسون على موقع DraftExpress.com (الإنجليزية)
- برايس جونسون على موقع إي إس بي إن.كوم (الإنجليزية)
- برايس جونسون على موقع كلية كرة السلة في سبورتس رفرنس.كوم (الإنجليزية)
- برايس جونسون على موقع ريلجم (الإنجليزية)
- برايس جونسون على موقع بروبوليرز (الإنجليزية)
- برايس جونسون على موقع سبورتس رفرنس (الإنجليزية)